# Ал Пођо (Варезе)
Ал Пођо (итал. Al Poggio) је насеље у Италији у округу Варезе, региону Ломбардија.
Према процени из 2011. у насељу је живело 22 становника. Насеље се налази на надморској висини од 556 м.